# Spiceworld Tour
Die Spiceworld Tour (auch bekannt als Spice Girls in Concert und Girl Power Tour ’98) war die erste Konzerttournee der britischen Girlgroup Spice Girls. Zwischen dem 24. Februar und dem 20. September 1998 gab die Gruppe insgesamt 96 Konzerte vor geschätzten 2,1 Mio. Zuschauern in Europa und Nordamerika. Mit Einnahmen von bis zu 60 Mio. US-Dollar allein in den Vereinigten Staaten ist die Spiceworld Tour die bis dato erfolgreichste Welttournee einer Girlgroup.

## Hintergrund
Die Spiceworld Tour war nach zwei Einzelkonzerten in Istanbul im Vorjahr die erste weltweite Tournee der Spice Girls und war bereits kurz nach Ankündigung der Konzerttermine ausverkauft. Tickets für die ersten beiden Shows in Irland waren innerhalb von zwei Stunden, Tickets für die Shows auf dem nordamerikanischen Tourabschnitt wie in Los Angeles, Toronto und Philadelphia sogar innerhalb weniger Minuten vergriffen. In New York City stellte die Gruppe den Rekord für den schnellsten Ausverkauf aller Zeiten auf und verkaufte 13.000 Tickets in weniger als 12 Minuten für ihre Show im Madison Square Garden.
Die Tournee begann am 24. Februar 1998 in Dublin und fürte die Spice Girls zunächst drei Monate durch Großbritannien und Kontinentaleuropa. Daran schloss sich von Mitte Juni bis Ende August 1998 der zweite Tour-Leg durch Nordamerika an, bevor die Gruppe im September 1998 für vier Stadionkonzerte nach Großbritannien zurückkehrte. Das abschließende Finale der Tournee fand am 20. September 1998 in London statt.
Hauptsponsoren der Tour waren Pepsi, Unilever, Aprilia und Polaroid.
Die Shows erhielten gemischte bis positive Kritiken. Natalie Nichols schrieb in der Los Angeles Times: „Ihre Energie und Hingabe sind aufrichtig, auch wenn die Musik nur aus wenig überzeugenden Dance-Grooves und glattem Soul-Pop besteht.“ Jon Pareles war in der New York Times der Meinung, dass „die Songs, mehr als die Show, ihr wahres Kapital sind. [...] Diese Nummern sind überschwänglich, direkt und sofort sympathisch, und haben eine Gruppe fleißiger, wenn auch nur mäßig begabter Sängerinnen zu Recht zu großen Stars gemacht.“
Die letzten beiden Shows der Europatournee am 28. und 29. Mai 1998 in Oslo absolvierten die Spice Girls ohne Beteiligung von Geri Halliwell. Ihr Fernbleiben wurde von offizieller Seite zunächst mit einer Erkrankung an Gastroenteritis begründet, auch bei einem Werbeauftritt der Gruppe in der National Lottery, der die Veröffentlichung der Single Viva Forever ankündigte, behaupteten die verbliebenen Mitglieder, Halliwell sei erkrankt. Jedoch verbreiteten sich unter den Fans und in der Musikpresse schnell Gerüchte, Halliwell habe sich von der Gruppe distanziert und plane, diese zu verlassen. Nur zwei Tage nach dem Ende der Europatournee ließ Halliwell am 31. Mai 1998 über ihren Anwalt schließlich offiziell verlauten: „Traurigerweise muss ich mitteilen, dass ich die Spice Girls verlassen habe. Dies geschieht aufgrund von Differenzen zwischen uns. Ich bin mir sicher, dass die Gruppe weiterhin erfolgreich bleibt, und wünsche ihnen alles Gute.“ Die verbliebenen vier Mitglieder Victoria Adams, Melanie B, Emma Bunton und Melanie C verkündeten, dass sie als Quartett weitermachen und die kommende Nordamerika-Tour wie geplant stattfinden würde. Die Solo-Parts von Halliwell übernahm ab sofort hauptsächlich Melanie B, lediglich in Wannabe sang Adams an Halliwells Stelle und in If U Can’t Dance wurde Halliwells Stimme durch ihren vorab im Studio aufgenommenen Gesangstrack (der eine Rap-Einlage in spanischer Sprache beinhaltete) erhalten.

## Liveaufnahmen
Das Abschlusskonzert am 20. September 1998 im Londoner Wembley-Stadion wurde europaweit live per Pay-per-View auf Sky Box Office übertragen und für eine spätere Veröffentlichung gefilmt. Der entstandene Konzertfilm erschien schließlich am 16. November 1998 unter dem Titel Spice Girls Live at Wembley Stadium auf VHS, am 6. Oktober 2008 erfolgte eine Wiederveröffentlichung auf DVD.
Bereits während der Konzerte in London und Birmingham zwischen April und Mai 1998 entstanden Aufnahmen für ein geplantes Livealbum, was von den Spice Girls folgendermaßen kommentiert wurde: „Wir haben allen gezeigt, dass wir live singen können, darum möchten wir jetzt ein Live-Album für unsere Fans machen.“ Dieser Plan wurde jedoch nicht realisiert, als Grund dafür wurde Geri Halliwells Ausstieg aus der Gruppe angegeben.

## Setlist
Die Setlists der Show bestanden überwiegend aus Songs der ersten beiden Alben Spice (1996) und Spiceworld (1997), sowie den Non-Album-Tracks Move Over, Walk of Life und Step to Me. Außerdem waren die Coverversionen Where Did Our Love Go (The Supremes), Sisters Are Doin’ It for Themselves (Eurythmics feat. Aretha Franklin) und We Are Family (Sister Sledge) Teil des Programms. Dabei wurden Where Did Our Love Go von Emma Bunton solo und Sisters Are Doin’ It for Themselves als Duett zwischen Melanie B und Melanie C vorgetragen.
Die Setlist blieb über die ganze Tournee überwiegend konstant und erfuhr nur minimale Änderungen. Ab dem 24. Juli 1998 wurde für den Rest der Nordamerika-Etappe Do It durch Step to Me ersetzt und Walk of Life fiel ersatzlos aus dem Programm. Die Streichung des letztgenannten Liedes war auf die Verletzungen mehrerer Tänzer sowie auf die zu diesem Zeitpunkt noch nicht öffentlich bekanntgegebenen Schwangerschaften von Melanie B und Victoria Adams zurückzuführen, die während Walk of Life von ihren Tänzern hochgehoben und getragen wurden. Eine weitere Änderung erfuhr die Setlist während der abschließenden Stadionkonzerte in Großbritannien: Denying wurde durch Something Kinda Funny ersetzt, Move Over durch Love Thing und anstelle von Step to Me kehrte Do It zurück in den Set.
Während den beiden Konzertetappen durch Europa und Nordamerika waren die Konzerte zunächst noch in zwei Häften geteilt und durch eine 15- bis 20-minütige Pause zwischen Move Over und The Lady Is a Vamp unterbrochen. Die britischen Open-Air-Shows wurden hingegen aufgrund der einzuhaltenden Nachtruhe ohne Pause gespielt.

### Setlist Europa/Nordamerika (24. Februar – 22. Juli 1998)
Part 1
- Intro
- If U Can’t Dance
- Who Do You Think You Are
- Do It
- Denying
- Too Much
- Stop
- Where Did Our Love Go
- Move Over

Part 2
- The Lady Is a Vamp
- Say You’ll Be There
- Naked
- 2 Become 1
- Walk of Life
- Sisters Are Doin’ It for Themselves
- Wannabe
- Spice Up Your Life
- Mama
- Viva Forever
- Never Give Up on the Good Times
- We Are Family

### Setlist Nordamerika (24. Juli – 26. August 1998)
Part 1
- Intro
- If U Can’t Dance
- Who Do You Think You Are
- Step to Me
- Denying
- Too Much
- Stop
- Where Did Our Love Go
- Move Over

Part 2
- The Lady Is a Vamp
- Say You’ll Be There
- Naked
- 2 Become 1
- Sisters Are Doin’ It for Themselves
- Wannabe
- Spice Up Your Life
- Mama
- Viva Forever
- Never Give Up on the Good Times
- We Are Family

### Setlist Großbritannien (11. – 20. September 1998)
- Intro
- If U Can’t Dance
- Who Do You Think You Are
- Something Kinda Funny
- Do It
- Too Much
- Stop
- Where Did Our Love Go
- Love Thing
- The Lady Is a Vamp
- Say You’ll Be There
- Naked
- 2 Become 1
- Sisters Are Doin’ It for Themselves
- Wannabe
- Spice Up Your Life
- Mama
- Viva Forever
- Never Give Up on the Good Times
- We Are Family

## Tourdaten
| Nr.                                | Datum              | Stadt               | Land               | Veranstaltungsort                          | Anmerkungen                        |
| Leg 1 – Europa                     | Leg 1 – Europa     | Leg 1 – Europa      | Leg 1 – Europa     | Leg 1 – Europa                             | Leg 1 – Europa                     |
| ---------------------------------- | ------------------ | ------------------- | ------------------ | ------------------------------------------ | ---------------------------------- |
| 1                                  | 24. Februar 1998   | Dublin              | Irland             | The Point Depot                            |                                    |
| 2                                  | 25. Februar 1998   | Dublin              | Irland             | The Point Depot                            |                                    |
| 3                                  | 2. März 1998       | Zürich              | Schweiz            | Hallenstadion                              |                                    |
| 4                                  | 3. März 1998       | Frankfurt am Main   | Deutschland        | Festhalle                                  |                                    |
| 5                                  | 5. März 1998       | Casalecchio di Reno | Italien            | PalaMalaguti                               |                                    |
| 6                                  | 6. März 1998       | Rom                 | Italien            | PalaEUR                                    |                                    |
| 7                                  | 8. März 1998       | Assago              | Italien            | FilaForum                                  |                                    |
| 8                                  | 9. März 1998       | Assago              | Italien            | FilaForum                                  |                                    |
| 9                                  | 11. März 1998      | Marseille           | Frankreich         | Le Dôme                                    |                                    |
| 10                                 | 14. März 1998      | Barcelona           | Spanien            | Palau Sant Jordi                           |                                    |
| 11                                 | 16. März 1998      | Madrid              | Spanien            | Palacio de los Deportes                    |                                    |
| 12                                 | 19. März 1998      | Lyon                | Frankreich         | Halle Tony Garnier                         |                                    |
| 13                                 | 20. März 1998      | Prilly              | Schweiz            | Patinoire de Malley                        |                                    |
| 14                                 | 22. März 1998      | Paris               | Frankreich         | Le Zénith                                  |                                    |
| 15                                 | 23. März 1998      | Paris               | Frankreich         | Le Zénith                                  |                                    |
| 16                                 | 26. März 1998      | München             | Deutschland        | Olympiahalle                               |                                    |
| 17                                 | 28. März 1998      | Arnhem              | Niederlande        | GelreDome                                  |                                    |
| 18                                 | 29. März 1998      | Arnhem              | Niederlande        | GelreDome                                  |                                    |
| 19                                 | 31. März 1998      | Antwerpen           | Belgien            | Sportpaleis                                |                                    |
| 20                                 | 1. April 1998      | Dortmund            | Deutschland        | Westfalenhalle                             |                                    |
| 21                                 | 4. April 1998      | Glasgow             | Schottland         | SECC                                       |                                    |
| 22                                 | 5. April 1998      | Glasgow             | Schottland         | SECC                                       |                                    |
| 23                                 | 7. April 1998      | Manchester          | England            | NYNEX Arena                                |                                    |
| 24                                 | 8. April 1998      | Manchester          | England            | NYNEX Arena                                |                                    |
| 25                                 | 11. April 1998     | Manchester          | England            | NYNEX Arena                                |                                    |
| 26                                 | 12. April 1998     | Manchester          | England            | NYNEX Arena                                |                                    |
| 27                                 | 14. April 1998     | London              | England            | Wembley Arena                              |                                    |
| 28                                 | 15. April 1998     | London              | England            | Wembley Arena                              |                                    |
| 29                                 | 18. April 1998     | London              | England            | Wembley Arena                              |                                    |
| 30                                 | 19. April 1998     | London              | England            | Wembley Arena                              |                                    |
| 31                                 | 21. April 1998     | London              | England            | Wembley Arena                              |                                    |
| 32                                 | 22. April 1998     | London              | England            | Wembley Arena                              |                                    |
| 33                                 | 25. April 1998     | London              | England            | Wembley Arena                              |                                    |
| 34                                 | 26. April 1998     | London              | England            | Wembley Arena                              |                                    |
| 35                                 | 28. April 1998     | Birmingham          | England            | National Exhibition Centre                 |                                    |
| 36                                 | 29. April 1998     | Birmingham          | England            | National Exhibition Centre                 |                                    |
| 37                                 | 2. Mai 1998        | Birmingham          | England            | National Exhibition Centre                 |                                    |
| 38                                 | 3. Mai 1998        | Birmingham          | England            | National Exhibition Centre                 |                                    |
| 39                                 | 5. Mai 1998        | Birmingham          | England            | National Exhibition Centre                 |                                    |
| 40                                 | 6. Mai 1998        | Birmingham          | England            | National Exhibition Centre                 |                                    |
| 41                                 | 12. Mai 1998       | Paris               | Frankreich         | Palais Omnisport de Bercy                  |                                    |
| 42                                 | 13. Mai 1998       | Paris               | Frankreich         | Palais Omnisport de Bercy                  |                                    |
| 43                                 | 15. Mai 1998       | Wien                | Osterreich         | Stadthalle                                 |                                    |
| 44                                 | 16. Mai 1998       | Wien                | Osterreich         | Stadthalle                                 |                                    |
| 45                                 | 19. Mai 1998       | Stockholm           | Schweden           | Globen                                     |                                    |
| 46                                 | 20. Mai 1998       | Stockholm           | Schweden           | Globen                                     |                                    |
| 47                                 | 22. Mai 1998       | Frederiksberg       | Danemark           | Forum København                            |                                    |
| 48                                 | 23. Mai 1998       | Frederiksberg       | Danemark           | Forum København                            |                                    |
| 49                                 | 25. Mai 1998       | Helsinki            | Finnland           | Hartwall Areena                            |                                    |
| 50                                 | 26. Mai 1998       | Helsinki            | Finnland           | Hartwall Areena                            | letztes Konzert mit Geri Halliwell |
| 51                                 | 28. Mai 1998       | Oslo                | Norwegen           | Spektrum                                   |                                    |
| 52                                 | 29. Mai 1998       | Oslo                | Norwegen           | Spektrum                                   |                                    |
| Leg 2 – Nordamerika                |                    |                     |                    |                                            |                                    |
| 53                                 | 15. Juni 1998      | West Palm Beach     | Vereinigte Staaten | Coral Sky Amphitheatre                     |                                    |
| 54                                 | 16. Juni 1998      | Orlando             | Vereinigte Staaten | Orlando Arena                              |                                    |
| 55                                 | 18. Juni 1998      | Atlanta             | Vereinigte Staaten | Coca-Cola Lakewood Amphitheater            |                                    |
| 56                                 | 20. Juni 1998      | Charlotte           | Vereinigte Staaten | Blockbuster Pavilion                       |                                    |
| 57                                 | 21. Juni 1998      | Bristow             | Vereinigte Staaten | Onondaga County War Memorial               |                                    |
| 58                                 | 24. Juni 1998      | Virginia Beach      | Vereinigte Staaten | GTE Virginia Beach Amphitheater            |                                    |
| 59                                 | 25. Juni 1998      | Holmdel             | Vereinigte Staaten | PNC Bank Arts Center                       |                                    |
| 60                                 | 27. Juni 1998      | Philadelphia        | Vereinigte Staaten | CoreStates Center                          |                                    |
| 61                                 | 29. Juni 1998      | Wantagh             | Vereinigte Staaten | Jones Beach Amphitheater                   |                                    |
| 62                                 | 1. Juli 1998       | New York City       | Vereinigte Staaten | Madison Square Garden                      |                                    |
| 63                                 | 3. Juli 1998       | Hartford            | Vereinigte Staaten | Meadows Music Theatre                      |                                    |
| 64                                 | 4. Juli 1998       | Darien              | Vereinigte Staaten | Darien Lake Performing Arts Center         |                                    |
| 65                                 | 6. Juli 1998       | Scranton            | Vereinigte Staaten | Montage Mountain Performing Arts Center    |                                    |
| 66                                 | 8. Juli 1998       | Mansfield           | Vereinigte Staaten | Great Woods Center for the Performing Arts |                                    |
| 67                                 | 10. Juli 1998      | Montreal            | Kanada             | Centre Molson                              |                                    |
| 68                                 | 11. Juli 1998      | Toronto             | Kanada             | Molson Amphitheatre                        |                                    |
| 69                                 | 14. Juli 1998      | Cuyahoga Falls      | Vereinigte Staaten | Blossom Music Center                       |                                    |
| 70                                 | 15. Juli 1998      | Burgettstown        | Vereinigte Staaten | Coca-Cola Star Lake Amphitheater           |                                    |
| 71                                 | 18. Juli 1998      | Nashville           | Vereinigte Staaten | Starwood Amphitheatre                      |                                    |
| 72                                 | 20. Juli 1998      | Cincinnati          | Vereinigte Staaten | Riverbend Music Center                     |                                    |
| 73                                 | 22. Juli 1998      | Columbus            | Vereinigte Staaten | Polaris Amphitheater                       |                                    |
| 74                                 | 24. Juli 1998      | Noblesville         | Vereinigte Staaten | Deer Creek Music Center                    |                                    |
| 75                                 | 26. Juli 1998      | Auburn Hills        | Vereinigte Staaten | Palace of Auburn Hills                     |                                    |
| 76                                 | 27. Juli 1998      | Tinley Park         | Vereinigte Staaten | New World Music Theatre                    |                                    |
| 77                                 | 29. Juli 1998      | Milwaukee           | Vereinigte Staaten | Marcus Amphitheater                        | Milwaukee Summerfest ’98           |
| 78                                 | 31. Juli 1998      | Minneapolis         | Vereinigte Staaten | Target Center                              |                                    |
| 79                                 | 2. August 1998     | Maryland Heights    | Vereinigte Staaten | Riverport Amphitheatre                     |                                    |
| 80                                 | 3. August 1998     | Bonner Springs      | Vereinigte Staaten | Sandstone Amphitheater                     |                                    |
| 81                                 | 5. August 1998     | Greenwood Village   | Vereinigte Staaten | Fiddler’s Green Amphitheatre               |                                    |
| 82                                 | 8. August 1998     | Tacoma              | Vereinigte Staaten | Tacoma Dome                                |                                    |
| 83                                 | 9. August 1998     | Portland            | Vereinigte Staaten | Rose Garden Arena                          |                                    |
| 84                                 | 11. August 1998    | Vancouver           | Kanada             | General Motors Place                       |                                    |
| 85                                 | 13. August 1998    | Mountain View       | Vereinigte Staaten | Shoreline Amphitheatre                     |                                    |
| 86                                 | 15. August 1998    | Inglewood           | Vereinigte Staaten | Great Western Forum                        |                                    |
| 87                                 | 16. August 1998    | San Bernardino      | Vereinigte Staaten | Blockbuster Pavilion                       |                                    |
| 88                                 | 19. August 1998    | Paradise            | Vereinigte Staaten | MGM Grand Garden Arena                     |                                    |
| 89                                 | 21. August 1998    | Chula Vista         | Vereinigte Staaten | Coors Amphitheatre                         |                                    |
| 90                                 | 22. August 1998    | Phoenix             | Vereinigte Staaten | Blockbuster Desert Sky Pavilion            |                                    |
| 91                                 | 25. August 1998    | The Woodlands       | Vereinigte Staaten | Cynthia Woods Mitchell Pavilion            |                                    |
| 92                                 | 26. August 1998    | Dallas              | Vereinigte Staaten | Coca-Cola Starplex Amphitheater            |                                    |
| Leg 3 – Europa („Back in Britain“) |                    |                     |                    |                                            |                                    |
| 93                                 | 11. September 1998 | Sheffield           | England            | Don Valley Stadium                         |                                    |
| 94                                 | 12. September 1998 | Sheffield           | England            | Don Valley Stadium                         |                                    |
| 95                                 | 19. September 1998 | London              | England            | Wembley Stadium                            |                                    |
| 96                                 | 20. September 1998 | London              | England            | Wembley Stadium                            |                                    |

## Mitwirkende
- Victoria Adams: Gesang
- Melanie „Mel B“ Brown: Gesang
- Emma Bunton: Gesang
- Melanie „Mel C“ Chisholm: Gesang
- Geri Halliwell: Gesang (bis zum 26. Mai 1998)
- Simon Ellis: Keyboards, musikalische Leitung
- Andy Gangadeen: Schlagzeug
- Paul Gendler: Gitarre
- Fergus Gerrand: Percussion
- Steve Lewinson: Bass
- Michael Martin: Keyboards
- Louie Spence: Tanz-Choreographie
- Takao Baba: Tanz-Choreographie
- Jake „Carmine“ Canuso: Tanz-Choreographie
- Jimmy Gulzar: Tanz-Choreographie
- Eszteca Noya: Tanz-Choreographie
- Robert Nurse: Tanz-Choreographie
- Christian Storm: Tanz-Choreographie (bis zum 26. Mai 1998)